# Synchronizované plavání

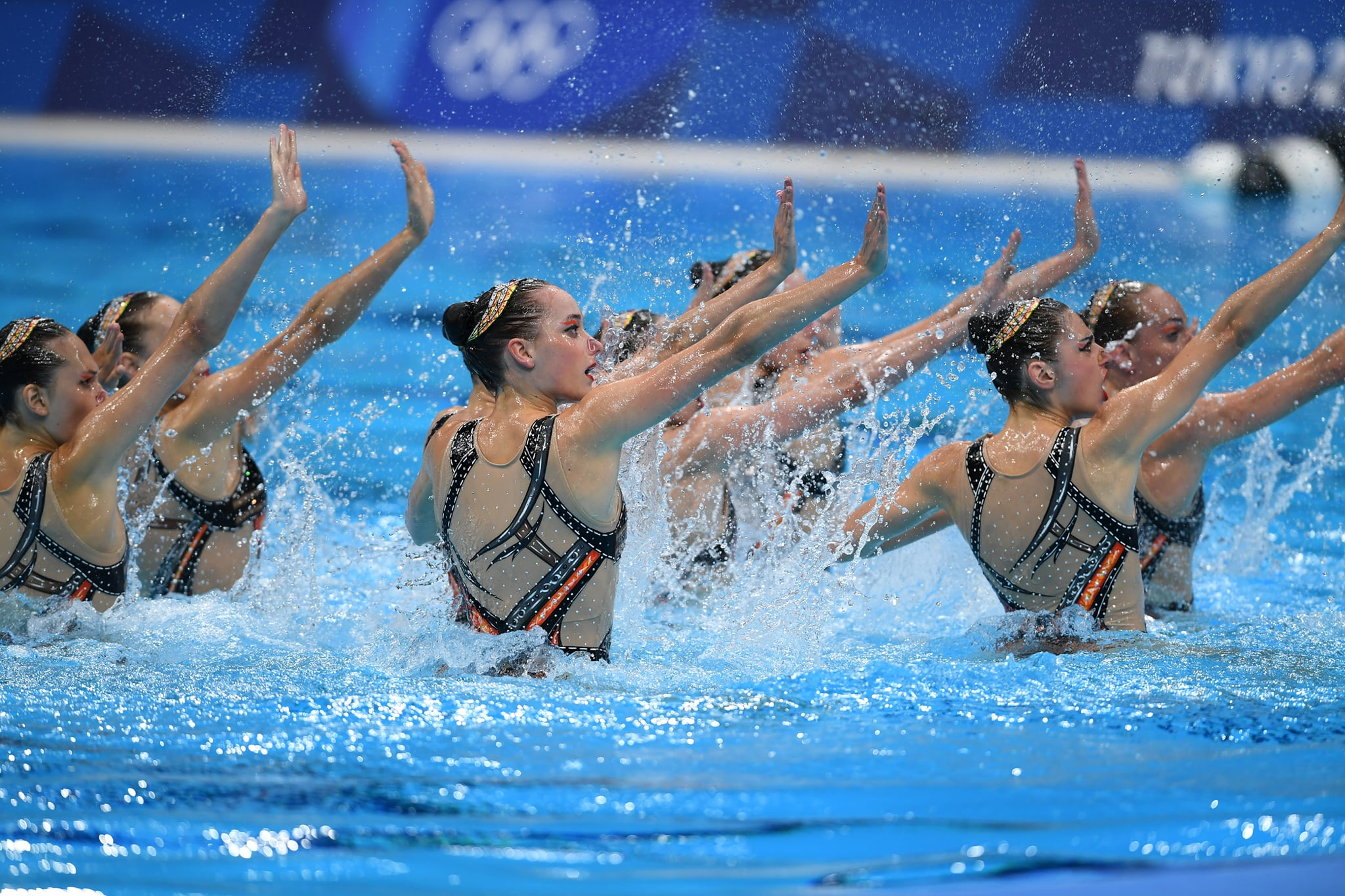
Ukrajinské akvabely, bronzové medailstky z Letních olympijských her v roce 2020

Synchronizované plavání, od roku 2017 oficiálně umělecké plavání, je sportovní odvětví plaveckých sportů charakteristické předvedením povinných figur, technických a volných sestav s cílem získat co nejvyšší bodové ohodnocení. Pravidla sportu reguluje Mezinárodní plavecká federace (FINA).

## Historie
Formy uměleckého plavání a jejich vystoupení jsou známé od starověku. K sportovnímu zaměření ho nasměřovali až v Severní Americe po první světové válce ve dvacátých letech dvacátého století. První oficiální sportovní závody se konaly v Kanadě v roce 1924 v disciplíně sólo. V Kanadě byl později sport znám jako vodní balet. Výraznou roli hrála v propagaci uměleckého plavání jako sportu Američanka Kay Curtisová. Curtisová kladla při pohybu ve vodě důraz na synchronizaci (soulad) s hudbou. Sport sama nazývala rytmické plavání. Název synchronizované plavání jako název nového sportu zavedla americká amatérská sportovní organizace AAU v roce 1945. Celosvětovou popularitu nového sportu zajistili exhibiční vystoupení pod různými názvy akvakády (Aquacades), akvabely a především aquamuzikály společnosti MGM ze čtyřicátých a padesátých let dvacátého století.
V roce 1952 proběhlo neoficiální gala představení synchronizovaného plavání na olympijských hrách v Helsinkách. V roce 1954 Mezinárodní plavecká federace přijala první směrnice nového plaveckého sportu uměleckého (synchronizovaného) plavání. V roce 1955 bylo umělecké (synchronizované) plavání poprvé na programu panamerických her. K jeho celkovému rozkvětu však dlouho bránilo komerční prostředí, ze kterého vzešla jeho popularita. Vedení Mezinárodního olympijského výboru (MOV) v čele s Avery Brundagem bylo proti rozvoji a zařazení uměleckého (synchronizovaného) plavání do programu olympijských her. Po problémech s krasobrulaři, kteří s amatérským statusem potají vystupovali v maskách za peníze, viděli podobné riziko také u akvabel. Ledy se pohly s novým vedením (MOV) po roce 1972.
V roce 1973 bylo uměleckého (synchronizovaného) plavání na programu prvního mistrovství světa v plaveckých sportech a v roce 1984 mělo premiéru na olympijských hrách v Los Angeles. Zařazení sportu do olympijského programu rychle ovlivnilo jeho preference. Disciplína povinných figur byla postupně upozaděna technickou sestavou.
Výraznou změnou v pravidlech bylo zavedení disciplín s muži, kterým tak bylo od desátých let dvacátého prvního století umožněno startovat v tomto dříve ryze ženském sportu. Zařazení mužských a smíšených disciplín byl důsledek stagnující popularity sportu, jemuž nepřispívá dlouhodobě málopočetné a neměnné pořadí národů. V neposlední řade v rámci zvýšení zájmu o sport Mezinárodní olympijský výbor v čele s Thomasem Bachem doporučila po olympijských hrách v Riu v roce 2016 vedení Mezinárodní plavecká federace změnu názvu sportu, protože z jejího průzkumu vyplynulo, že termín synchronizované plavání si většina i sportovních expertů vysvětluje podobně jako u synchronizovaných skoků do vody – na olympijských hrách, kde je umělecké (synchronizované) plavání výrazně nejsledovanější jsou v programu pouze závody dvojic a týmů. V roce 2017 Mezinárodní plavecká federace schválila změnu názvu ze synchronizovaného plavání (Synchronized Swimming) na umělecké plavání (Artistic Swimming).

### Historie uměleckého (synchronizovaného) plavání v Česku
V ČR vznikl první oddíl "uměleckého plavání" v 50. letech pod vedením Stanislava Krajíčka v Brně. Spolu s Evou Sládkovou, která dovezla výukovou knížku pro nácvik akvabelových figur, hledali v Brně, která tělovýchovná jednota by je vzala pod svá křídla. Byla to TJ Slovan Černá Pole, při oddílu plavání, jehož předsedou byl Jaroslav Veselý, pilot RAF za II. světové války a po válce školník na ZŠ v Jugoslávské ulici. Akvabely se tenkrát plavaly jako obrazce z kaleidoskopu a manželé Zora a Stanislav Krajíčkovi s představením jezdili po celé republice. Při vystoupení v Blansku byly elektrické kabely pro doprovodnou hudbu tak nešťastně natažené, že došlo ke smrtelnému úrazu jejich oddílového zvukaře. Finanční požadavky akvabel posléze přesáhly možnosti TJ a proto odešly do bohaté TJ Zetor Brno. Dále se potom členily už jako oddíly "synchronizovaného plavání" na TJ Tesla Brno a TJ První brněnská. Další oddíly synchronizovaného plavání pak vznikaly po celé republice. Roku 1970 vznikla sekce synchronizovaného plavání v Českém plaveckém svazu. 

## Soutěže
Synchronizované plavání je na programu mistrovství světa od roku 1973, na programu olympijských her od roku 1984. Soutěží se ve dvou disciplínách, v současnosti jsou to dvojice a osmičlenná družstva.

### Synchronizované plavání - pravidla a disciplíny
Synchronizované plavání má 4 disciplíny, a to sóla, páry, týmy a kombinace. Synchronizované plavání se mohou učit děti již odmalička, avšak soutěže jsou omezeny věkem - akvabely mladší patnácti let se nemohou účastnit Olympijských her, mistrovství světa nebo světových pohárů.
Všechny mezinárodní soutěže akvabel probíhají podle "Pravidel FINA", což jsou pravidla závazná pro všechny kluby (oddíly) a členy Českého svazu plaveckých sportů. Každá soutěž pro akvabely v ČR se musí těmito pravidly řídit - bez ohledu na to, která organizace ji pořádá.

## Synchronizované plavání v Česku

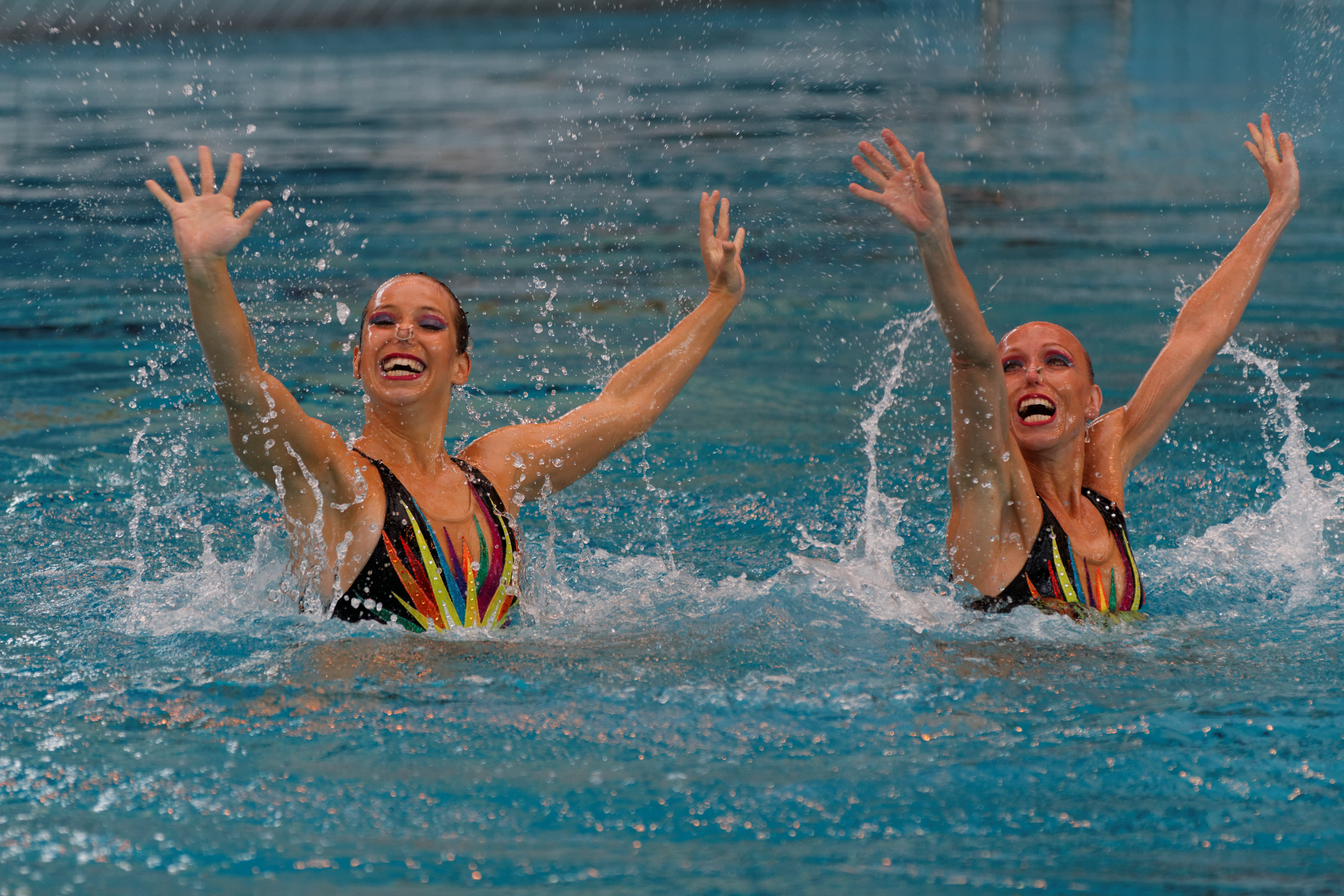
Soňa Bernardová and Alžběta Dufková v roce 2013

Českou republiku na olympijských hrách naposledy reprezentovaly Soňa Bernardová a Alžběta Dufková z klubu Tesla Brno. Se svou volnou párovou sestavou se na LOH 2016 umístily na 16. místě a se svou technickou sestavou na 18. místě. Na další olympijské hry do Tokia se české akvabely neprobojovaly.
Český reprezentační výběr má přibližně 20 závodnic v kategoriích starších žákyň, juniorek a dospělých. Plavou volnou týmovou sestavu, technickou týmovou sestavu, párové a sólové sestavy.